# Asymmetrione foresti
Asymmetrione foresti is een pissebed uit de familie Bopyridae. De wetenschappelijke naam van de soort is voor het eerst geldig gepubliceerd in 1968 door Bourdon.